# 홍진도 선생 영정
홍진도 선생 영정(洪振道 先生 影幀)은 대한민국 충청남도 천안시에 있는, 조선 중기의 문신인 홍진도(1584년 ∼1647년) 선생의 초상화 2폭으로, 전신상 1폭과 얼굴초상 1폭이다. 1990년 12월 31일 충청남도의 문화재자료 제318호로 지정되었다.

## 개요
조선 중기의 문신인 홍진도(1584∼1647) 선생의 초상화 2폭으로, 전신상 1폭과 얼굴초상 1폭이다.
홍진도는 조선 인조의 외종 사촌으로, 공조좌랑 ·공주목사 ·판중추부사 등을 지내었다.
전신상은 오른쪽을 바라보며 호랑이 가죽이 깔린 의자에 앉은 모습으로, 머리에는 사모를 쓰고 자주색 비단의 관복을 입고 있다. 가슴에는 두 마리의 학과 구름무늬를 둔 흉배가 표현되어 있고, 관대를 둘렀다. 얼굴 초상은 전신상 중에서 얼굴 부분만 따로 옮겨 그린 것으로 보인다.
전형적인 조선 중기의 공신도 모습이다.

## 같이 보기
- 홍진도

## 참고 자료
- 홍진도 선생 영정 - 국가유산청 국가유산포털